# SerenityOS
SerenityOS — це безкоштовна операційна система для настільних комп’ютерів з відкритим кодом, яка постійно розвивається з 2018 року. Спершу це був особистий проект шведського програміста Андреаса Клінга, а тепер SerenityOS розробляється спільнотою любителів. Система підтримує набори інструкцій x86 і x86-64, має випереджувальне ядро і містить кілька комплексних програм, включаючи власний веббраузер та інтегроване середовище розробки (IDE).

## Особливості
SerenityOS має на меті бути сучасною операційною системою, подібною до Unix, але з виглядом і відчуттям, що імітує операційні системи 1990-х років, такі як Microsoft Windows і Mac OS. У підході, який контрастує з подібними проектами, такими як Haiku, кожен рядок коду в SerenityOS від ядра до веббраузера спеціально написаний для системи його учасниками. Існує набір портованих програм, таких як GCC, Git і Doom, з різними рівнями функціональності.
Розробка не дотримується циклу випуску; як таких випусків немає. Крім того, бінарні дистрибутиви не надаються, і очікується, що потенційні клієнти скомпілюють систему з джерела. Система написана на тому, що автори називають «Serenity C++», сучасному варіанті C++, який не має винятків і має власну стандартну бібліотеку.
Відносна популярність SerenityOS порівняно з іншими системами для любителів частково пояснюється скромним успіхом каналу Клінга на YouTube, куди він завантажує відео, де він розробляє частини системи, а також демонстрації та щомісячні оновлення прогресу.

## Історія
Клінг почав розробляти проект частково, щоб допомогти йому вилікуватися від залежності, і тому назва проекту походить від молитви безтурботності. Станом на 2021 рік Клінг працює повний робочий день над SerenityOS за підтримки громади.

## Сприйняття
Джим Солтер з Ars Technica вважав файлову систему своєю найменш улюбленою особливістю операційної системи. У порівнянні з TempleOS (іншою операційною системою, добре відомою серед любителів), він вважав її більш доступною. Для менш технічних користувачів, які шукають візуальний стиль середини-кінця 90-х, замість цього рекомендується Chicago95 або Redmond Project. 